# 홍콩의 역사 (1800년대~1930년대)
홍콩 (1800년대–1930년대)는 대영 제국 하에 새로운 왕령 식민지 홍콩이 건국되는 시기를 다룬다. 제1차 아편 전쟁 이후, 영토는 청나라로부터 그레이트브리튼 아일랜드 연합왕국에 난징 조약 (1842년)과 베이징 조약 (1860년)을 통해 영구적으로 할양되었다. 홍콩 영토 확장 조약 (1898년)에 따라 영국에 임대된 추가 토지와 함께 홍콩은 산업화를 겪은 동아시아 최초의 지역 중 하나가 되었다.

## 영토 설립

### 무역의 시작

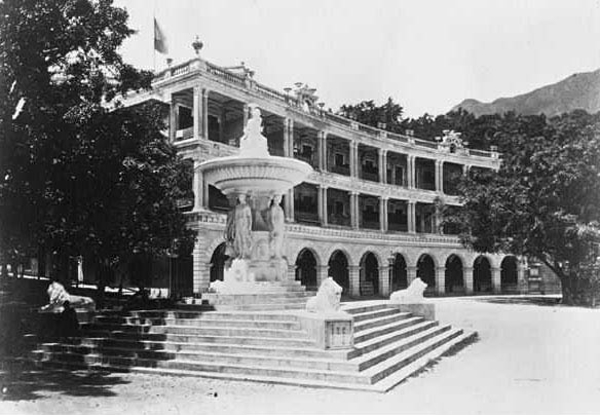
1864년에 건설되어 1933년에 철거된 시청 분수 (현재의 HSBC 홍콩 본점 빌딩 뒤편 근처)로도 알려진 덴트의 분수.

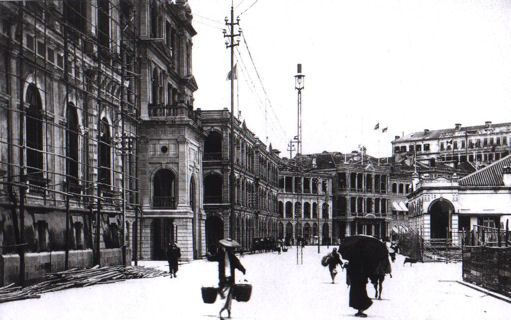
홍콩의 거리, 1865년

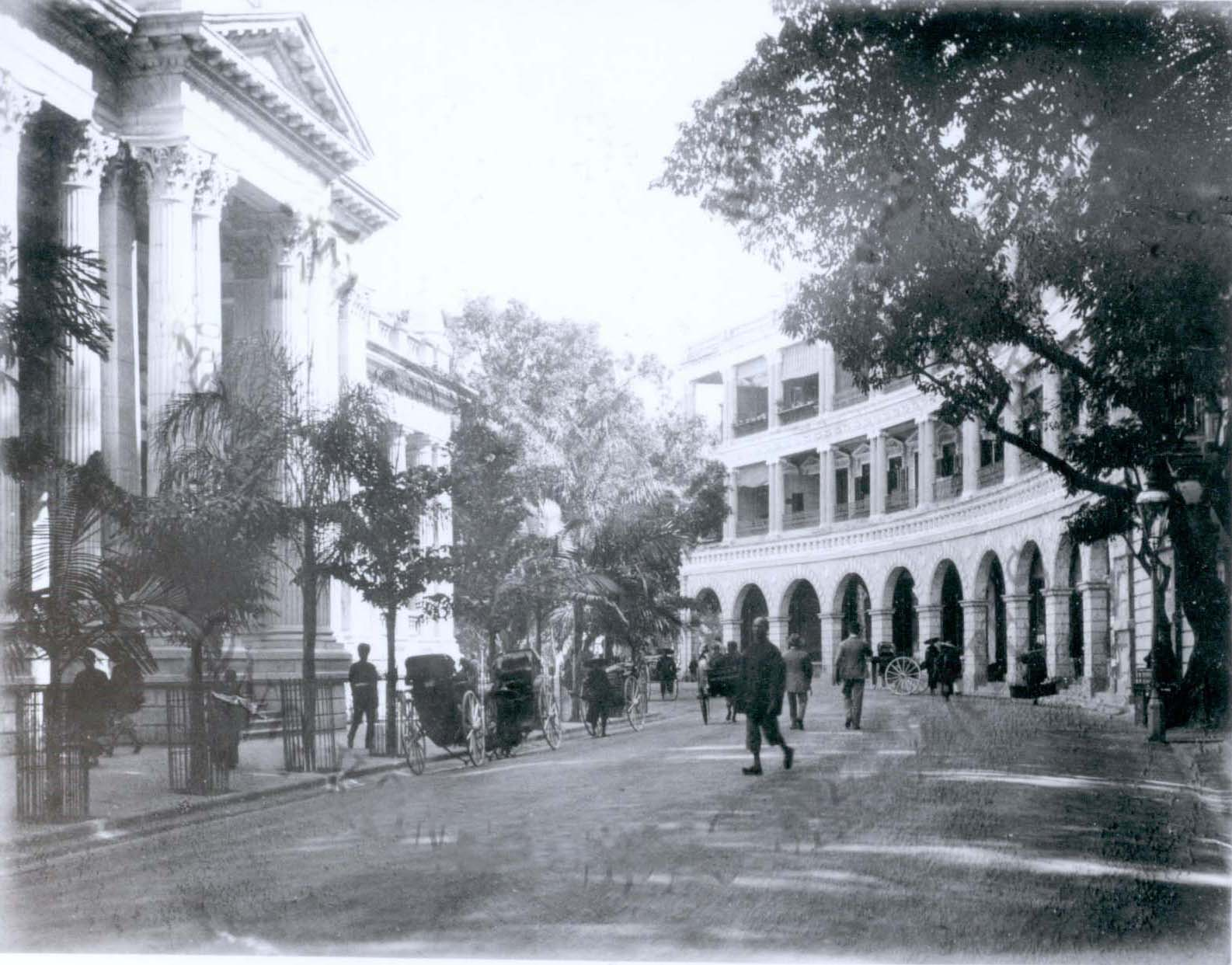
비컨스필드 아케이드, 홍콩, 1890년경. 왼쪽 건물은 HSBC 건물 (두 번째 디자인)

중국은 영국의 주요 차 공급처였으며, 영국의 연간 국내 소비량은 1830년에 30,050,000 파운드 (13,600,000 kg)에 달했고, 이는 1인당 평균 1.04 파운드 (0.47 kg)에 해당했다.
영국의 경제적 관점에서, 중국의 차는 중요한 품목이었다. 왜냐하면 그것은 타이판—중국의 외국인(특히 영국인) 사업가들—에게 엄청난 부를 제공했으며, 차에 대한 관세는 정부 수입의 10%를 차지했기 때문이다. 차와 교환하여 중국에 판매된 초기 품목 중 일부는 영국의 시계, 회중시계, "싱송"으로 알려진 오르골이었다. 그러나 이것들은 무역 불균형을 상쇄하고 중국이 은으로 대금을 요구하는 것을 막기에는 충분하지 않았다. 1830년 이후 인도로부터의 아편 수출은 무역 균형을 맞추는 데 필요한 은을 제공했다. 청나라 도광제가 임명한 특별 중국 대표 임칙서는 1839년 빅토리아 여왕에게 아편 무역을 반대하는 서한을 보냈다. 그는 이미 수년 전부터 환적 지점으로 사용되던 홍콩에 있던 20,000상자 이상의 아편을 압수하고 그 파괴를 감독했다.

### 대치

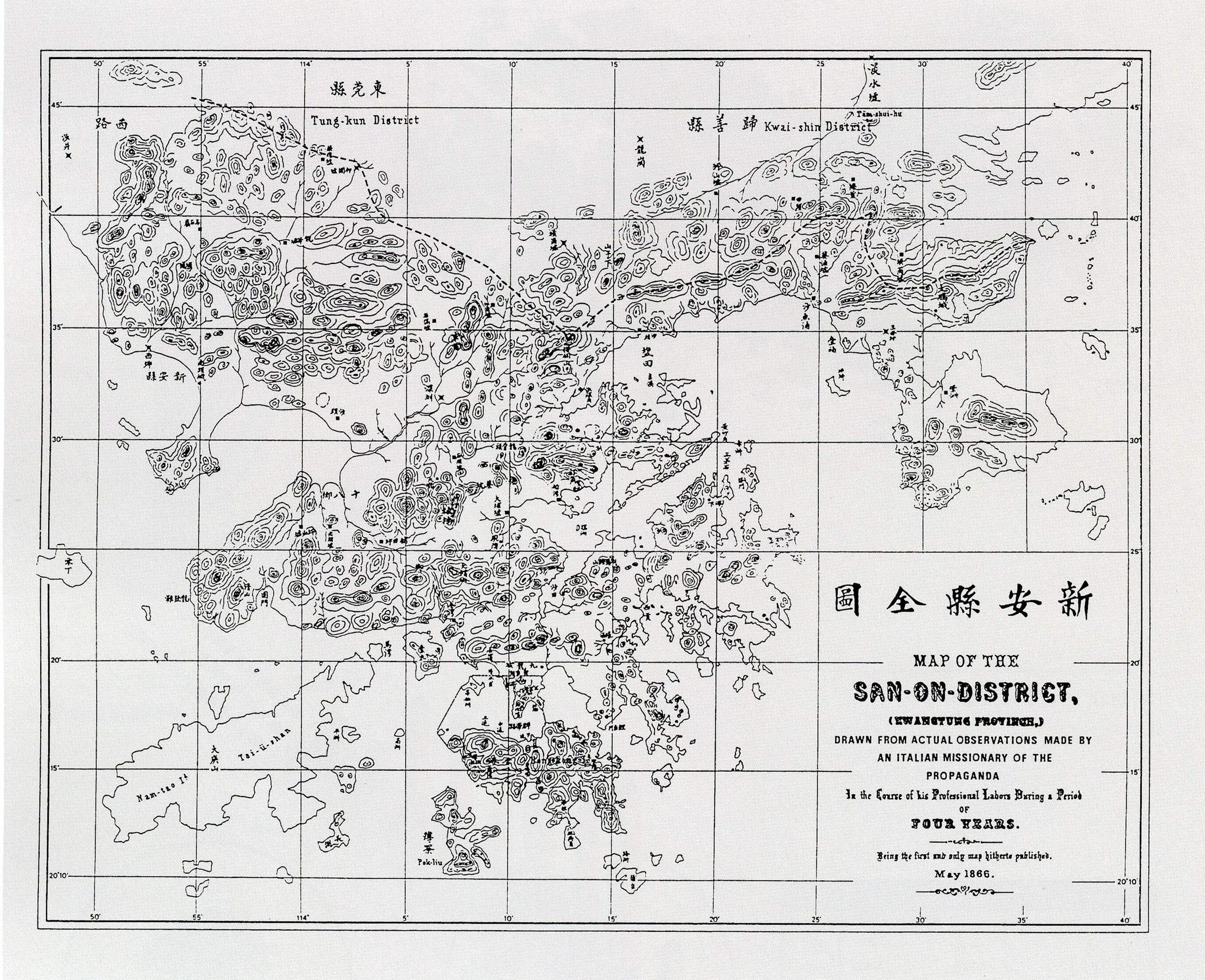
1866년 보안현의 지도. 홍콩이 고대 중국의 보안현의 일부였음을 보여준다.

영국은 1842년에 홍콩섬, 1860년에 가우룽반도를 획득했으며, 1898년에는 신제를 무상으로 임대했다.

런던은 영국 상품의 파괴를 모욕으로 간주하고 이 지역에 첫 번째 원정군을 파견했다. 제1차 아편 전쟁 (1839–1842년)은 영국 왕립 해군의 찰스 엘리엇 함장과 영국 왕립 해병대의 앤서니 블랙스랜드 스트랜샴 함장의 지휘 하에 시작되었다. 중국의 일련의 패배 이후, 홍콩섬은 1841년 1월 20일 영국에 점령되었다. 사령관 (이후 제독) 에드워드 벨처는 HMS 설퍼를 타고 1841년 1월 25일 홍콩에 상륙했다. Possession Street은 여전히 이 사건을 기념하고 있으며, Belcher's Bay는 벨처의 이름을 따서 명명되었다. 고든 브레머 제독은 1841년 1월 26일 유니언 잭을 게양하고 홍콩을 식민지로 선포했다. 그는 1841년 4월 그곳에 해군 창고를 세웠다.
이 섬은 처음에 영국군이 전쟁 중 중간 기지로 사용했으며, 동인도 회사는 저우산 섬에 영구 기지를 건설할 계획이었으나, 엘리엇은 직접 나서서 섬을 영구적으로 소유하기로 결정했다. 점령의 명목상 권한은 엘리엇 함장과 양광총독, 만주족 관리 키샨 간의 협상을 통해 이루어졌다. 천비 협약은 체결되었지만 베이징의 청나라 궁정에서 인정받지 못했다. 이후 홍콩섬은 1842년 난징 조약에 따라 영국에 할양되었고, 영토는 왕령 식민지가 되었다.
아편 전쟁은 표면적으로 중국과의 무역 자유화를 위해 싸워졌다. 홍콩에 기지를 둔 영국의 상인, 아편 거래상, 그리고 자딘 매시슨 상회와 Dent & Co.를 포함한 상인들은 동양의 '자유 무역' 중심지가 될 도시를 시작했다. 러셀, 퍼킨스, 포브스 가문과 같은 미국의 아편 거래상 및 상인 은행가들도 곧 무역에 참여했다.
1860년 베이징 조약 서명으로 제2차 아편 전쟁 (1856–1858년)의 공식적인 적대 행위가 종료되었으며, 영국은 가우룽반도 보운더리 스트리트 남쪽 지역을 영구 임대로 무상 획득했다. 이후 1898년, 청나라 정부는 홍콩 영토 확장 조약 (제2차 베이징 조약으로도 알려짐)에 마지못해 동의하여 중국이 보운더리 스트리트 북쪽에서 선전강에 이르는 추가 지역과 200개 이상의 인근 섬을 할양하도록 강요했다. 영국 정부는 홍콩의 방어 능력을 보장하는 데 필수적이라고 보았으며, 이 지역들은 통틀어 신제로 알려지게 되었다. 99년 임대는 1997년 6월 30일 자정에 만료될 예정이었다.

## 인구 통계

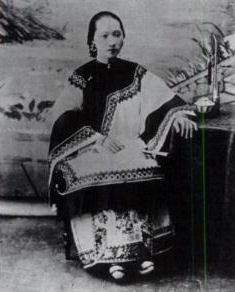
1890년대 전통 복장을 한 여성

### 인구
1841년 1월 26일 Possession Point에 유니언 잭이 게양되었을 때, 홍콩섬의 인구는 약 6,000명이었으며, 대부분 단가 어부들과 여러 해안 마을에 살던 하카 숯 굽는 사람들이었다. 1850년대에는 태평천국의 난으로 인해 많은 중국인들이 중국에서 홍콩으로 이주했다. 홍수, 태풍, 기근과 같은 중국 대륙의 다른 사건들도 홍콩을 혼란에서 벗어날 수 있는 장소로 자리매김하는 데 기여했다. 1865년 인구 조사에 따르면, 홍콩의 인구는 125,504명이었으며, 그 중 약 2,000명이 미국인과 유럽인이었다. 1914년 제1차 세계 대전 중 식민지 공격을 우려한 60,000명의 중국인 이탈에도 불구하고, 홍콩의 인구는 1916년 53만 명에서 1925년 72만 5천 명, 1941년에는 160만 명으로 계속 증가했다.

### 분리
자유항의 설립은 홍콩을 처음부터 주요 중계 무역항으로 만들었으며, 중국과 유럽 모두에서 사람들을 끌어들였다. 영국 식민지 정책과 태도로 인해 사회는 인종적으로 분리되고 양극화되었다. 19세기 말까지 영국식 교육을 받은 중국 상류층이 부상했음에도 불구하고, 피크 거주 조례와 같은 인종 법률은 중국인이 빅토리아 피크와 같은 엘리트 지역에 거주하는 것을 막았다. 정치적으로도 다수의 중국인 인구는 초기에는 거의 공식적인 정부 영향력을 갖지 못했다. 그러나 영국 총독들이 의존했던 소수의 중국 엘리트들이 있었는데, 카이 호 경과 로버트 호퉁이 그들이었다. 그들은 홍콩 계층 구조에서 자신들의 위치를 받아들였고, 정부와 중국인 인구 사이의 주요 소통자이자 중재자 역할을 했다. 카이 호 경은 입법회의 비공식 의원이었다. 로버트 호퉁은 1911년 중국의 마지막 왕조가 몰락한 후 중국 시민들이 홍콩을 새로운 고향으로 인식하기를 원했다. 재정적 영향력을 가진 백만장자로서, 그는 인구 통계의 어떤 부분도 순수하게 토착적이지 않다고 강조했다.

## 문화

### 생활 방식

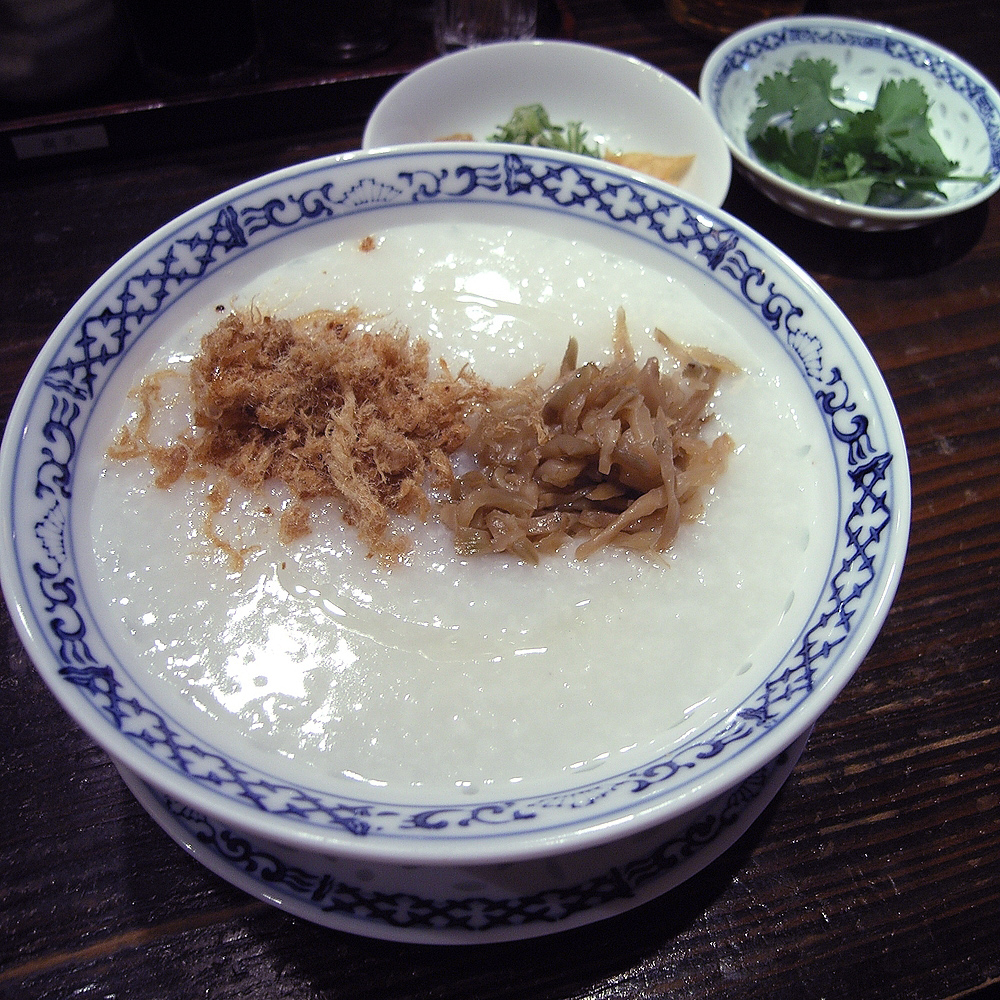
식민지 시대의 인기 있는 아침 식사인 죽

영국령 홍콩의 동쪽 지역은 대부분 영국인에게 할당되었으며, 경마장, 연병장, 병영, 크리켓 및 폴로 경기장으로 가득했다. 서쪽 지역은 중국 상점, 붐비는 시장 및 찻집으로 가득했다. 홍콩의 차 문화는 이 시기에 시작되어 얌차로 발전했다. 가장 일반적인 아침 식사 중 하나는 생선과 보리를 넣은 죽이었다.
19세기 중반에는 많은 상인들이 비단, 비취를 팔고 풍수를 참고하여 더 나은 영적 배치를 선호하는 상점을 열었다. 쿨리와 같은 하위 계층은 고된 노동이 미래에 더 나은 위치를 제공할 것이라는 생각으로 도착했다. 상인, 뱃사람, 마차꾼, 어부들의 상업적 성공으로 홍콩은 중국에서 가장 인구가 많은 항구인 광저우를 추월했다. 1880년까지 홍콩 항구는 본토 수출의 27%와 수입의 37%를 처리했다.
영국인 여행자 이사벨라 버드는 1870년대 홍콩을 빅토리아 시대 사회만이 누릴 수 있는 안락함과 오락으로 가득 찬 식민지로 묘사했다. 다른 묘사들에는 법원, 호텔, 우체국, 상점, 시청 복합 단지, 박물관, 도서관 및 당시로서는 인상적인 방식으로 지어진 건물들이 언급되었다. 많은 유럽 사업가들이 사업을 위해 홍콩으로 갔다. 그들은 타이판 또는 "거물"이라고 불렸다. 가장 유명한 타이판들의 모임 장소 중 하나는 퀸즈 로드에 있는 홍콩 클럽이었다.

### 교육
1861년, 프레더릭 스튜어트는 홍콩 교육 시스템의 창시자가 되어 서양식 교육학을 동양에 도입했다. 일부는 그의 기여가 홍콩을 현대화할 수 있었던 중국인 집단과 중국에서 그렇지 못했던 집단 사이의 핵심 전환점이라고 주장한다. 교육은 서양식 금융, 과학, 역사, 기술을 문화에 도입할 것이다. 근대 중국의 아버지인 쑨원 또한 홍콩의 중앙 학교에서 교육을 받았다.

### 법과 질서
1843년에 입법회가 설립되었다. 홍콩 총독은 초기에는 극동 지역의 영국 전권대사 역할을 했다. 식민지 비서관도 법률 문제를 도왔다.
홍콩의 높은 범죄율을 다루기 위해 1840년대에 식민지 경찰이 창설되었다. 중국의 기준에서 식민지 홍콩의 처벌 법규는 우스울 정도로 느슨하고 관대하다고 여겨졌다. 협박의 부재가 범죄의 지속적인 증가의 주요 원인이었을 수 있다. 보량국은 여성 납치 및 매춘 위기를 다루기 위해 설립된 최초의 단체 중 하나가 되었다. 해상 범죄도 흔했는데, 일부 해적들은 커틀러스와 리볼버를 가지고 있었다. 형사 및 해상 문제에 대한 법원 회기는 1844년 3월 4일 초대 총독 헨리 포팅어 중장과 조지 다길라 부총독의 후원 아래 처음 개최되었다.

### 전염병과 재해
제3차 페스트 범유행은 1880년대 중국에서 발생했다. 1894년 봄까지 본토에서 약 10만 명이 사망한 것으로 보고되었다. 1894년 5월, 이 질병은 홍콩의 인구 밀집 지역인 타이핑산에 발생했다. 월말까지 약 450명이 이 질병으로 사망했다. 최고조에 달했을 때, 전염병은 하루에 100명을 죽였고, 그 해 총 2,552명이 사망했다. 이 질병은 무역에 큰 해를 끼쳤고, 일시적으로 10만 명의 중국인이 식민지에서 이탈하게 만들었다. 페스트는 다음 30년 동안 이 지역에서 계속해서 문제가 되었다.
1870년대 어느 날 저녁, 태풍이 홍콩을 강타하여 자정쯤 최고조에 달했다. 불과 6시간 만에 약 2,000명의 목숨을 잃었다.

## 경제

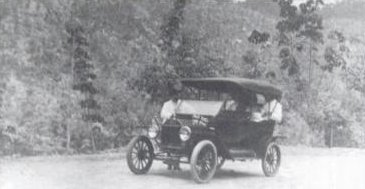
홍콩의 첫 세대 자동차

### 교통
홍콩의 성장은 시민과 화물의 빅토리아항을 가로지르는 국내 운송에 크게 의존했다. 스타페리와 야마테 페리의 설립은 필수적임이 입증되었다. 1843년에 식민지는 개인 조선소에서 첫 선박을 건조했다. 나중에 고객 중에는 필리핀의 스페인 정부와 중국 해군도 포함되었다. 피크 트램은 1888년에 시작되었고, 1904년에는 트램웨이 서비스도 시작되었다. 첫 번째 철도 노선은 광저우-주룽 철도로 1910년에 개통되었다.
육상에서는 1874년 일본에서 처음 수입된 인력거가 매우 인기가 많았다. 저렴하고 노점상들이 물건을 운반하는 데 필요했기 때문이다. 세단 의자는 빅토리아 피크에 거주하는 부유한 유럽인들이 선호하는 운송 수단이었다. 가파른 경사로 인해 피크 트램이 도입되기 전까지 인력거는 사용할 수 없었다. 홍콩의 첫 자동차는 휘발유 엔진을 사용했으며 1903년에서 1905년 사이에 도착했다. 처음에는 대중에게 잘 받아들여지지 않았다. 1910년경에야 자동차가 인기를 얻기 시작했다. 대부분의 소유자는 영국인이었다. 다양한 독립 회사들이 운영하던 버스는 1920년대에 번성하다가, 1933년에 정부가 중화버스와 주룽 버스 회사에 공식적으로 면허를 발급하면서 정리되었다.
수상 비행기는 1928년 홍콩에 도착한 최초의 영국 항공기였다. 1924년에는 카이탁 공항도 건설되었다. 제국항공의 첫 비행 서비스는 1937년에 티켓당 288파운드의 가격으로 제공되기 시작했다.

### 병원 및 환대 산업
영국이 1841년 홍콩을 점령한 직후, 개신교와 가톨릭 선교사들은 사회 봉사를 시작했다. 이탈리아 선교사들은 1843년 영국과 중국 청소년들에게 남자 아이들만을 위한 교육을 제공하기 시작했다. "생 폴 드 샤르트르의 가톨릭 프랑스 수녀회"는 1848년에 설립된 최초의 고아원 및 양로원 중 하나였다.
1870년에 퉁와병원은 홍콩 최초의 공식 병원이 되었다. 이 병원은 많은 사회 봉사를 담당했으며, 홍콩섬과 광둥에서 무료 예방접종을 제공했다. 1877년 중국 기근을 위한 기금 모금 후, 병원 관리들 중 상당수는 중국인 대다수를 대표하는 많은 권위와 권력을 가진 퉁와 엘리트가 되었다.
이 시대의 번성하는 호텔 사업으로는 빅토리아 호텔, 뉴 빅토리아 호텔, 킹 에드워드 호텔 등이 있었다.

### 금융
1864년, 최초의 대규모 현대 은행인 홍콩 상하이 은행이 설립되어 홍콩을 아시아 금융의 중심지로 만들었다. 최고 책임자인 토머스 잭슨 경의 동상이 동상 광장에 있다. 이 은행은 1864년에 월 500 홍콩 달러에 워들리 하우스를 임대했다. 5백만 홍콩 달러의 자본을 조달한 후, 1865년에 문을 열었다. 증권 중개인 협회도 1891년에 설립되었다.

### 자원
1890년 12월, 캐치크 폴 채터의 도움으로 홍콩전력 회사가 생산을 시작했다. 이것은 가스등에서 백열등으로의 전환을 허용하는 첫 번째 단계였다. 자딘 매시슨과 같은 다른 회사들은 "홍콩 랜드 인베스트먼트 앤 에이전시 유한회사"를 설립하여 정부 전체 수입만큼의 부를 축적했다. (차이나 라이트 앤 파워도 참조.)

## 정치

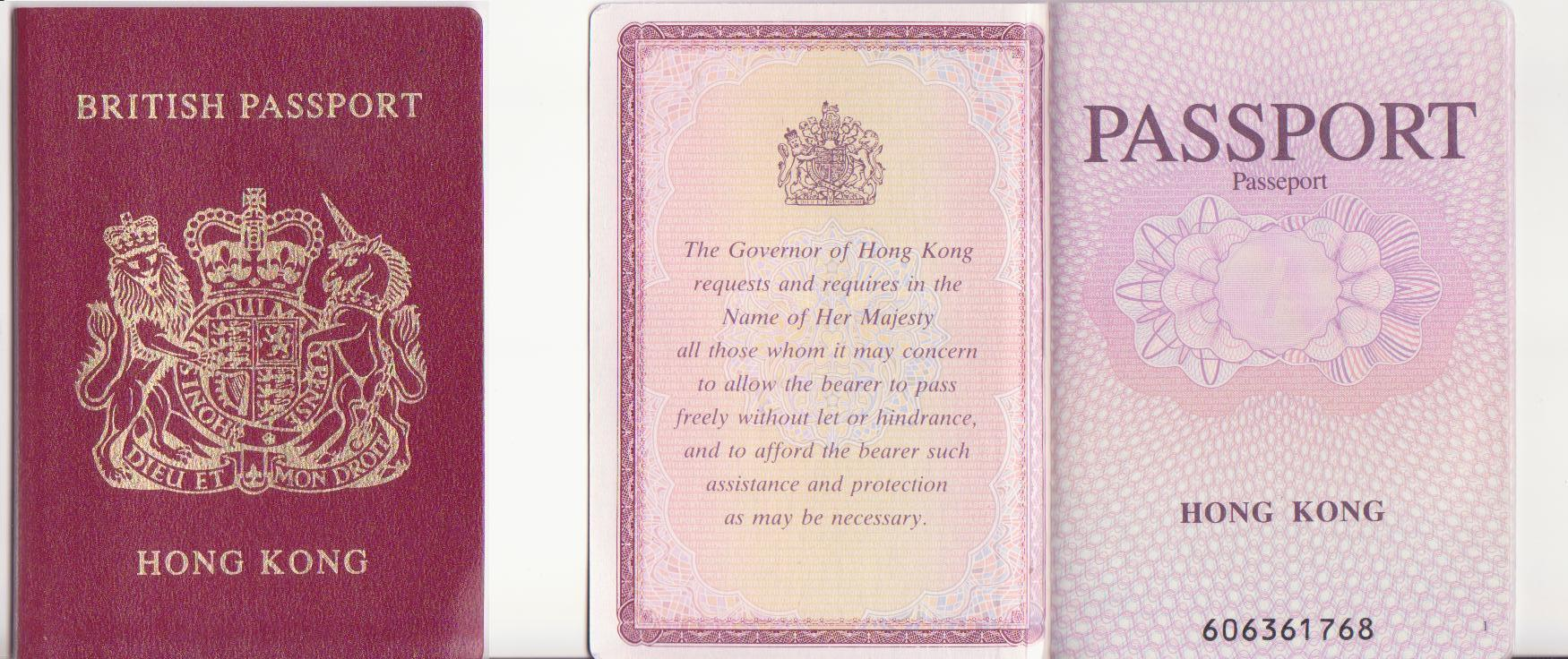
홍콩인에게 발행된 영국 여권

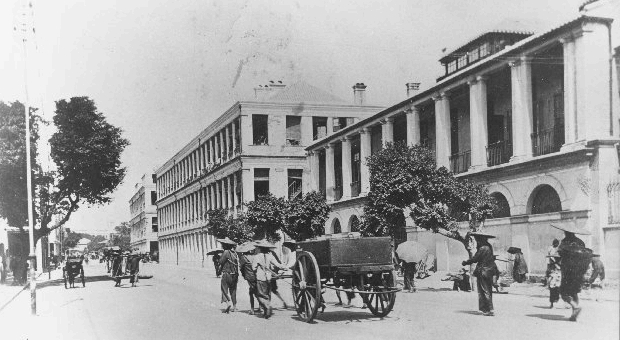
해군 조선소 건물 (중앙), 퀸즈 로드, 1894년

한 관찰자는 수십 년을 "정치, 선전, 공포, 소문, 폭동, 혁명, 난민"으로 요약했다. 중국인 정치 망명자들을 위한 홍콩의 정치적 피난처 역할은 그 지위를 더욱 굳건히 했고, 20세기 초에는 홍콩의 소유권을 되찾으려는 심각한 시도가 거의 없었다. 중국 공산주의자와 국민당 선동가 모두 중국의 혼란에 적극적으로 참여하지 않을 때 홍콩에서 피난처를 찾았다. 그러나 1920년대와 1930년대의 부두 노동자 파업은 당국에 의해 공산주의자들의 소행으로 널리 간주되었고, 그들에 대한 반발을 불러왔다. 1920년의 파업은 HKD 32센트의 임금 인상으로 종료되었다.
Ambrose King은 1975년 논란의 여지가 있는 논문 "홍콩 정치의 행정적 흡수"에서 식민지 홍콩의 행정을 "엘리트 합의 정부"로 묘사했다. 그는 거기에서 홍콩 행정 구조의 정당성에 도전할 수 있는 엘리트 또는 세력의 연합은 주요 정치 활동가, 사업가 및 기타 엘리트를 감독 위원회에 임명하고, 영국 훈장을 수여하며, 홍콩의 경마 클럽과 같은 엘리트 기관으로 끌어들임으로써 기존 기구에 의해 포섭될 것이라고 주장했다. 그는 이를 신아키라고 불렀는데, 이는 존 K. 페어뱅크가 중국 청나라 말기 정부의 메커니즘을 설명하기 위해 사용한 단어의 확장이다.
마지막 왕조의 몰락 이후 현대 중국이 시작되었을 때, 홍콩에서 발표된 첫 번째 정치적 성명 중 하나는 변발에서 짧은 머리로 즉시 바뀌는 것이었다. 1938년 광저우가 일본의 손에 넘어갔을 때, 홍콩은 극동의 모든 무역을 위한 전략적 군사 전초 기지로 간주되었다. 윈스턴 처칠은 홍콩이 "난공불락의 요새"라고 확언했지만, 영국 육군이 두 전선에서 싸우기에는 너무 분산되어 있었기 때문에 이는 현실적인 대응으로 받아들여졌다.

## 같이 보기
- 광동십삼행
- The Hongs
- 타이판 (소설)
- Hong Kong Royal Instructions
- Hong Kong Letters Patent
- Hong Kong 포털